# 海南山鹧鸪
海南山鹧鸪（学名：Arborophila ardens）为雉科山鹧鸪属的鸟类，是中国的特有物种，仅分布于海南岛，一般生活于和白鹇相似。该物种的模式产地在海南岛。

## 发现及命名
1891年受雇于德国商人B. Schmacker的Tetsu在海南黎母山采集到海南山鹧鸪的雄性标本，1892年英国鸟类学家弗雷德里克·威廉·史坦因根据这件标本发表了海南山鹧鸪的发现和命名。

## 保护
- 中国国家重点保护动物等级：一级